# 元良誠三
元良 誠三（もとら せいぞう、1922年4月1日 - 2020年5月1日）は、日本の船舶工学者、工学博士。東京大学名誉教授。東京府（現・東京都）出身（出生地は長崎県長崎市）。

## 略歴
- 1944年 : 東京帝国大学第二工学部船舶工学科を卒業し[1]母校の講師となる。
- 1947年 : 東京大学工学部助教授に就任。
- 1963年 : 東京大学教授に就任[1]。
- 1982年 : 東京大学を退官、長崎総合科学大学長に就任[1]。
- 1989年 : 長崎総合科学大学長を辞任。

## 家族・親族
祖父は心理学者・元良勇次郎。造船工学者で三菱重工業社長を務めた元良信太郎は父。由美子夫人は元三菱製紙会長・岩崎隆弥の長女なので三菱商事の社長・会長を歴任した槙原稔（2016年現在同社特別顧問）は元良の義弟にあたる（槙原夫人・喜久子は岩崎隆弥の三女で由美子の妹）。隆弥の祖父・岩崎弥太郎は三菱財閥の創始者。そして隆弥の父・岩崎久弥は弥太郎の長男で、三菱の3代目総帥である。岩崎弥太郎の曾孫にあたる由美子との結婚により三菱の創業者一族・岩崎家と姻戚関係で結ばれることになった。なお誠三・由美子夫妻は1男1女をもうけた。
なお物理学者の高橋秀俊は元良の従兄にあたる。